# Championnat d'Algérie de basket-ball 2009-2010
Navigation
Saison précédente Saison suivante
La saison 2009-2010 du Championnat d'Algérie de basket-ball est la 48e édition de la compétition.

## Clubs participants
| \| CSMC OB AUA WAB ASMB ABS CRBT COBBO USMMH Alger Clubs d'Alger : CRB Dar Beida GS Pétroliers NA Hussein Dey NB Staoueli WB Aïn-Bénian CRM Birkhadem AS PTT Alger \| Localisation des clubs engagés dans le championnat. |
| CSMC OB AUA WAB ASMB ABS CRBT COBBO USMMH Alger Clubs d'Alger : CRB Dar Beida GS Pétroliers NA Hussein Dey NB Staoueli WB Aïn-Bénian CRM Birkhadem AS PTT Alger                                                           |

### Groupe A
- NA Hussein Dey
- AB Skikda
- WB Aïn-Bénian
- NB Staoueli
- COBB Oran
- WA Boufarik
- AS PTT Alger
- NRM Harrach

### Groupe B
- GS Pétroliers
- CSM Constantine
- CRB Dar Beida
- CRB Temouchent
- CRM Birkhadem
- Olympique Batna
- ASM Blida
- USMM Hadjout

## Compétition
Le barème de points servant à établir le classement se décompose ainsi :
- Victoire : 2 points
- Défaite : 1 point
- Forfait et match perdu par pénalité : 0 point

### Groupe A
| Rang | Équipe         | Pts | J  | G  | P  | Pp   | Pc   | Diff |
| ---- | -------------- | --- | -- | -- | -- | ---- | ---- | ---- |
| 1    | AS PTT Alger   | 23  | 12 | 11 | 1  | 1038 | 822  | 216  |
| 2    | WA Boufarik    | 21  | 12 | 9  | 3  | 921  | 748  | 173  |
| 3    | NB Staoueli    | 19  | 12 | 7  | 5  | 900  | 887  | 13   |
| 4    | NA Hussein Dey | 19  | 13 | 6  | 7  | 954  | 1012 | -58  |
| 5    | WB Aïn-Bénian  | 16  | 12 | 4  | 8  | 792  | 867  | -75  |
| 6    | COBB Oran      | 15  | 13 | 2  | 11 | 833  | 1020 | -187 |
| 7    | AB Skikda      | 12  | 10 | 2  | 8  | 621  | 725  | -104 |
| 8    | NRM Harrach    | 0   | 0  | 0  | 0  | 0    | 0    |      |

| Légende :                                                                  |
| - Qualification pour les play-offs - Qualification pour les super play-out |
| T : Tenant du titre                                                        |
| P : Promu de Nationale B 2008-2019                                         |
| C : Vainqueur de la Coupe d'Algérie 2009-2010                              |
| 0                                                                          |

### Groupe B
| Rang | Équipe          | Pts | J  | G  | P  | Pp   | Pc   | Diff |
| ---- | --------------- | --- | -- | -- | -- | ---- | ---- | ---- |
| 1    | GS Pétroliers   | 30  | 15 | 15 | 0  | 1365 | 822  | 543  |
| 2    | CRB Dar Beida   | 24  | 14 | 10 | 4  | 1153 | 1092 | 61   |
| 3    | CSM Constantine | 24  | 15 | 9  | 6  | 1146 | 1200 | -54  |
| 4    | ASM Blida       | 23  | 15 | 8  | 7  | 1148 | 1071 | 77   |
| 5    | USMM Hadjout    | 18  | 13 | 5  | 8  | 759  | 828  | -69  |
| 6    | Olympique Batna | 17  | 13 | 5  | 8  | 916  | 959  | -43  |
| 7    | CRM Birkhadem   | 16  | 12 | 4  | 8  | 792  | 892  | -100 |
| 8    | CRB Temouchent  | 12  | 13 | 0  | 13 | 686  | 945  | -259 |

| Légende :                                                                  |
| - Qualification pour les play-offs - Qualification pour les super play-out |
| T : Tenant du titre                                                        |
| P : Promu de Nationale B 2008-2019                                         |
| C : Vainqueur de la Coupe d'Algérie 2009-2010                              |
| 0                                                                          |

### Groupe A pour le titre
| Rang | Équipe          | Pts | J  | G  | P  | Pp   | Pc   | Diff |
| ---- | --------------- | --- | -- | -- | -- | ---- | ---- | ---- |
| 1    | GS Pétroliers   | 24  | 13 | 11 | 2  | 1114 | 857  | 257  |
| 2    | WA Boufarik     | 23  | 13 | 10 | 3  | 930  | 877  | 53   |
| 3    | CRB Dar Beida   | 21  | 13 | 8  | 5  | 1065 | 1089 | -24  |
| 4    | AS PTT Alger    | 20  | 13 | 7  | 6  | 1001 | 982  | 19   |
| 5    | NB Staoueli     | 19  | 13 | 6  | 7  | 969  | 990  | -21  |
| 6    | ASM Blida       | 18  | 13 | 5  | 8  | 935  | 941  | -6   |
| 7    | CSM Constantine | 16  | 13 | 3  | 10 | 877  | 991  | -114 |
| 8    | NA Hussein Dey  | 15  | 13 | 2  | 11 | 936  | 1100 | -164 |

| Légende :                          |
| - Qualification pour les play-offs |
| 0                                  |

| Résultats (dom.\ext.)                                              | GSP    | ASMB  | CRBDB | NBS   | WAB   | CSMC  | ASPTT | NAHD  |
| GS Pétroliers                                                      |        | 77-55 | -     | 92-55 | 73-48 | -     | -     | 87-60 |
| ASM Blida                                                          | -      |       | -     | 76-78 | -     | -     | -     | 96-89 |
| CRB Dar Beida                                                      | -      | -     |       | -     | -     | -     | 77-71 | 86-64 |
| NB Staoueli                                                        | -      | -     | -     |       | -     | 77-71 | -     | -     |
| WA Boufarik                                                        | 72-70  | 68-71 | 78-71 | -     |       | -     | -     | -     |
| CSM Constantine                                                    | -      | -     | 83-86 | 72-58 | -     |       | -     | 85-81 |
| AS PTT Alger                                                       | 76-101 | -     | 83-85 | 67-68 | 60-80 | 92-52 |       | -     |
| NA Hussein Dey                                                     | -      | 84-82 | -     | -     | -     | -     | -     |       |
| - Victoire à domicile - Victoire à l'extérieur - Match non disputé |        |       |       |       |       |       |       |       |

### Groupe B pour le maintien
| Rang | Équipe          | Pts | J  | G  | P | Pp  | Pc  | Diff |
| ---- | --------------- | --- | -- | -- | - | --- | --- | ---- |
| 1    | Olympique Batna | 21  | 11 | 10 | 1 | 775 | 645 | 130  |
| 2    | CRM Birkhadem   | 19  | 12 | 7  | 5 | 767 | 758 | 9    |
| 3    | USMM Hadjout    | 17  | 11 | 6  | 5 | 724 | 721 | 3    |
| 4    | AB Skikda       | 16  | 11 | 5  | 6 | 737 | 758 | -21  |
| 5    | COBB Oran       | 15  | 11 | 4  | 7 | 660 | 678 | -18  |
| 6    | CRB Temouchent  | 15  | 11 | 4  | 7 | 699 | 753 | -54  |
| 7    | WB Aïn-Bénian   | 14  | 11 | 3  | 8 | 676 | 725 | -49  |

| Légende :                   |
| - Relégation en Nationale B |
| 0                           |

### Champion d'Algerie
| Rang | Équipe         | Pts | J | G | P | Pp  | Pc  | Diff |
| ---- | -------------- | --- | - | - | - | --- | --- | ---- |
| 1    | GS Pétroliers  | 10  | 5 | 5 | 0 | 386 | 347 | 39   |
| 2    | CRB Dar Beida  | 9   | 5 | 4 | 1 | 334 | 303 | 31   |
| 3    | WA Boufarik    | 7   | 5 | 2 | 3 | 306 | 291 | 15   |
| 4    | NB Staoueli    | 7   | 5 | 2 | 3 | 410 | 422 | -12  |
| 5    | ASM Blida C    | 6   | 5 | 1 | 4 | 396 | 417 | -21  |
| 6    | AS PTT Alger T | 4   | 5 | 1 | 4 | 210 | 262 | -52  |

| Légende :                                     |
| - Champion d'Algerie                          |
| T : Tenant du titre                           |
| C : Vainqueur de la Coupe d'Algérie 2009-2010 |
| 0                                             |